# Nationalpark Kongernes Nordsjælland
Nationalpark Kongernes Nordsjælland är en dansk nationalpark som invigdes 29 maj 2018. Den är Danmarks näst största nationalpark.
Nationalparkens centrum ligger norr om Hillerød och Fredensborg kring Gribskov och Esrum Sø. Den kännetecknas av många vandringsleder. Sedan Kristian V tid sker kungliga jakter i regionen. I parken ingår med Kronborg och parforcejaktlandskap på norra Själland två objekt som är upptagen på Unescos världsarvslista. Naturen är en blandning av skogar, saltängar, marskland, andra gräsmarker och insjöar. I skogarna lever Danmarks största hjord av dovhjort. I våtmarkerna hittas bävrar samt olika fåglar som häckar eller vilar här under vandringar. Parken förvaltas av en nämnd som är tillsatt av landets miljöminister.